# 葉室頼房
葉室頼房（はむろ よりふさ、大永7年（1527年）4月7日 - 天正4年（1576年）6月24日）は室町時代後期の公卿。法名は清心。

## 官歴
- 天文4年（1535年）：従五位上、兵部権少輔、右衛門佐
- 天文6年（1537年）：正五位下
- 天文7年（1538年）：信濃権介、権右少弁
- 天文8年（1539年）：正五位上、左少弁
- 天文16年（1547年）：右中弁、右宮城使
- 天文17年（1548年）：装束司
- 天文18年（1549年）：備中権介
- 天文19年（1550年）：正四位下、左中弁
- 天文20年（1551年）：正四位上、左宮城使、蔵人頭
- 天文24年（1555年）：左大弁
- 永禄3年（1560年）：従三位、参議
- 永禄6年（1563年）：権中納言
- 永禄7年（1564年）：正三位
- 元亀3年（1572年）：従二位

## 系譜
- 父：葉室頼継
- 子：葉室豊隆
- 子：葉室定藤
- 子：葉室頼宣